# Geòrgia al Festival de la Cançó d'Eurovisió 2012
| Edició                   | 2012           |
| Televisio(ns) implicades | GPB            |
| Nom de la preselecció    | Per determinar |
| Dates                    | Per determinar |
| Format                   | Festival obert |
| Presentadors             | Per determinar |
| Nombre de participants   | Per determinar |

La televisió georgiana optà un any més per organitzar una preselecció oberta per escollir el seu representant pel Festival de 2012.

## Organització
El període de recepció de propostes comprenia des del 15 de desembre de 2011 fins al 25 de gener de 2012. En total, l'ens georgià va rebre només tretze propostes. Posteriorment, un jurat de la cadena trià els finalistes. La preselecció va constar només d'una gala, olen
 que els resultats s'havien decidir per televot i jurat al 50%.

## Candidats
El 26 de gener de 2012 la GPB va anunciar els tretze precandidats:
- Anri Jokhadze
- Boris Bedia
- Davi
- Edward Tatiani
- Levan Jibladze
- Lina Asatashvili
- Salome Simonishvili
- Shmagi Tagiashvili
- The Georgians
- Vanilla Cage
- Mirror Illusion
- R.E.M.A
- Industrial City